# Скра (Грузия)
Скра (груз. სკრა) — село в Грузии, на территории Горийского муниципалитета края (мхаре) Шида-Картли.

## География
Село находится в центральной части Грузии, на правом берегу Куры, на расстоянии приблизительно 6 километров (по прямой) к западу от города Гори, административного центра муниципалитета. Абсолютная высота — 620 метров над уровнем моря.

## Население
По результатам официальной переписи населения 2014 года в Скре проживало 1382 человека (665 мужчин и 717 женщин). В национальной структуре населения грузины составляли 97,8 %, армяне — 0,9 %, осетины — 0,8 %.
| Год  | Население, человек |
| ---- | ------------------ |
| 2002 | 1179               |
| 2014 | ↗ 1382             |